# Josephine Gordon Stuart
Josephine Gordon Stuart (novembro de 1883 — 1955) tornou-se uma das duas primeiras mulheres graduadas em Direito da Escócia quando, juntamente com Eveline MacLaren, obteve um LLB pela Faculdade de Direito da Universidade de Edinburgh em 1909. Embora tenha ajudado seu pai em seu escritório de advocacia antes de sua morte em 1925, Stuart não tornou-se uma advogada.
Stuart também obteve o diploma de Master of Arts pela Universidade de Edinburgh em 1907.
Em 1915, casou-se com Joseph Douglas Cameron, um de seus antigos colegas na faculdade. Eles tiveram dois filhos, um (com o nome de seu pai) nascido em 1919, e um (chamado Joseph Gordon Stuart Cameron) nasceu em 1927. Em 1942, seu filho mais velho foi abatido sobre a Alemanha enquanto servia na Royal Air Force.